# Albanees Volksleger
Het Albanese Volksleger (Albanees: Ushtria Popullore Shqiptare, UPSh) was van 1946 tot en met 1990 de krijgsmacht van het Volksrepubliek Albanië. Het bestond uit de grond en- defensietroepen, de marine en de luchtmacht.
Na de Tweede Wereldoorlog werd Albanië stevig beïnvloed door de Sovjet-Unie als gevolg van de vriendschap tussen Enver Hoxha en Jozef Stalin. Tevens kreeg Albanië militaire steun en leveringen van de Sovjet-Unie en China.
Hoxha stak veel energie in het Albanese Volksleger. Het telde 61.000 soldaten aan mankracht en 450.000 reserve personeel. In Albanië werden in die jaren tevens vele bunkers gebouwd.

## Geschiedenis

### Vroege jaren
Na 1946 werd Albanië deel van het Oostblok en kwam het onder de invloed van de Sovjet-Unie. In de vroege jaren bestond het leger uit oud-partizanen verbonden met het Albanese Bevrijdingsleger (UNÇSH). De meeste hoge functionarissen van de communistische partij hadden een hoge rang in het UPSh. De Marxistische-Leninistische ideologie werd streng gehandhaafd door politiek-officieren om het regeringscontrole over het UPSh te versterken.

### Internationale militaire betrekkingen
Voor 1948 werd het UPSh sterk gefinancierd door Joegoslavië. Na het verslechteren van relaties tussen de twee landen ging Albanië naar de Sovjet-Unie voor militaire steun. In 1960, toen het Rode schisma en de Sovjet-Albanië breuk zich ontvouwden verkoos Albanië een militair bondgenootschap met China boven de Sovjet-Unie. Deze beslissing kwam voort uit zorgen dat premier Nikita Chroesjtsjov en partijvoorzitter Leonid Brezjnev het grensbeleid met Joegoslavië zouden liberaliseren. Nadat Albanië de Inval van het Warschaupact in Tsjecho-Slowakije veroordeelde trok het UPSh volledig uit het Warschaupact.

### Val van het communisme
In februari van 1991 ontstonden er tijdens een bijeenkomst van communisten bij de lokale militaire academie geruchten van een militaire coup door het Albanese leger. Door deze geruchten verzamelde zich buiten de school een groep protestanten voor democratie. Soldaten openden het vuur op de groep waardoor 4 burgers om het leven kwamen.

## Krijgsmachtonderdelen

### Landmacht

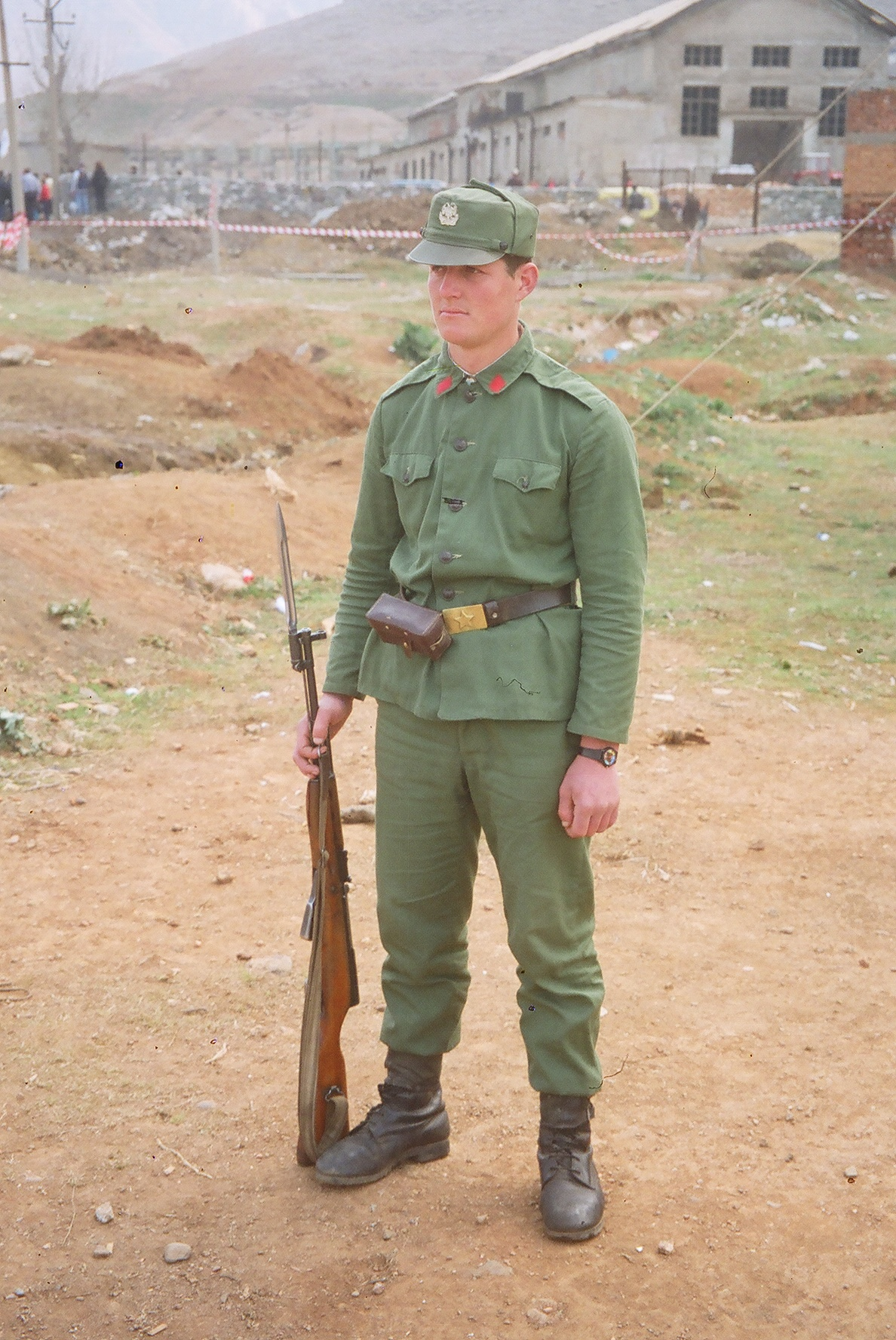
Een Albanese infanterist

Het grootste onderdeel van het Albanese volksleger was de landmacht, die drie kwart van de UPSh opnam. Het meeste materieel was van Sovjet, binnenlandse of Chinese oorsprong. De infanterie brigades ontbraken aan mechanisatie, met slechts 130 pantservoertuigen. Legereenheden waren kwetsbaar voor luchtaanvallen door moderne jachtbommenwerpers uit de tijd omdat het gebaseerd was op het partizanen model van oorlogsvoering voor infanterie. 75% van de reguliere eenheden en de meeste reservisten waren opgeleid tot infanterist. In de jaren 80 was het aantal infanterie brigades afgeslankt van acht naar vier. Het leger ging over van een structuur met volledig bemande eenheden naar een model met mobilisatie van reservisten. Elke infanteriebrigade bestond uit drie infanteriebataljons en één licht uitgerust artilleriebataljon. De gepantserde strijdkracht bestond uit één tankbrigade. Artillerie werd in de jaren 80 versterkt van één naar drie regimenten, met zes kustartilleriebataljons die op strategische locaties aan de Adriatische zee gepositioneerd waren.

### Marine
De Albanese marine was het tweede component van het UPSh en had kustverdediging van het land als taak. In 1945 werd een scheepswerf gebouwd in Durrës om de resterende Albanese schepen na de oorlog te repareren. In 1954 werd een torpedobooteenheid opgericht op het eiland Sazan. In 1958 werd een onderzeeëreenheid opgericht. In de jaren 60 verliet de Sovjet-Unie de Pasha Liman marinebasis waardoor de Albanië de volledige controle kreeg over haar enige marinebasis. De marine was ongeveer 2.000 man in omvang waarvan bijna de helft dienstplichtig. Het had zes Chinese Shanghai-II kanonneerboten en twee oudere Sovjet Kronshtadtklasse patrouilleboten.

### Luchtmacht

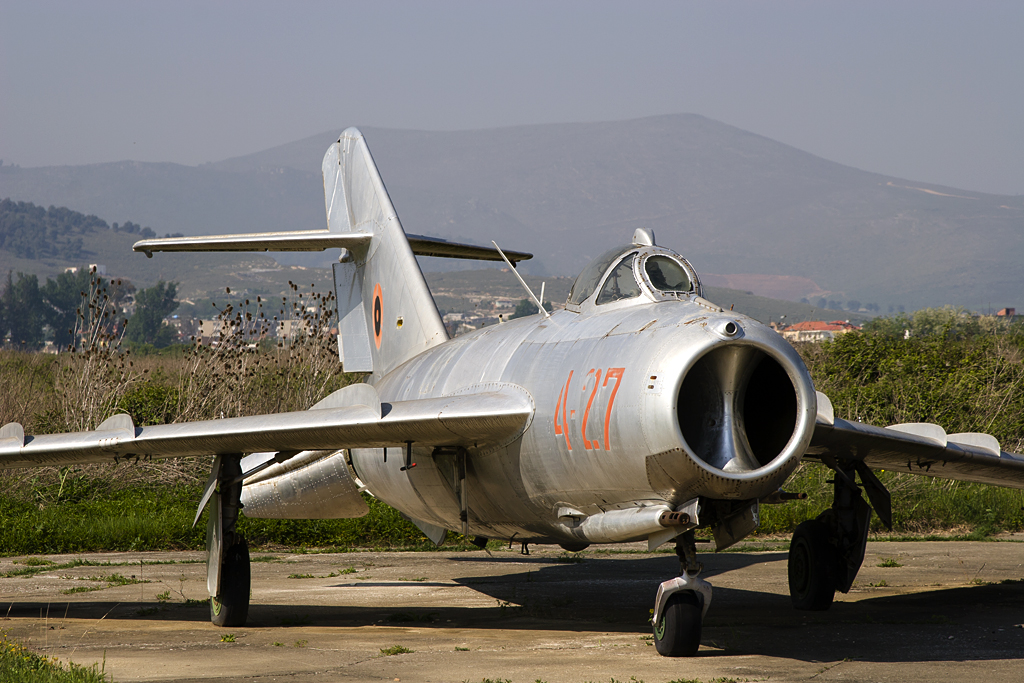
Een F5 straaljager van de UPSh luchtmacht

De luchtmacht van het UPSh werd opgericht in april 1952 en bestond uit 11.000 personen. De taak van de lcuhtmacht was om de een vijand af te weren bij de landsgrenzen en om het luchtruim te verdedigen. In 1970 ging de luchtmacht over van Sovjet-vliegtuigen naar Chinese toestellen, die Albanië maar een korte tijd gebruikten tot het uiteenvallen van relaties met China. Dit maakte het moeilijker voor het UPSh om de vliegtuigen te onderhouden zonder de hulp van Sovjet en Chinese specialisten. Het aantal dodelijke ongelukken met in de Sovjet-Unie gemaakte MiGs nam toe ondanks inspanningen om de toestellen te onderhouden. Tussen 1955 en 2005 kwamen er 35 Albanese piloten om het leven door ongelukken. Brandstof voor deze vliegtuigen moest ook lokaal geproduceerd worden. De eerste poging hiertoe werd in 1961 gedaan toen de Kuçova fabriek een speciale soort kerosine voor straalvliegtuigen genaamd TSI produceerde. De brandstoffen die uit pogingen voortkwamen waren van lage kwaliteit waardoor de levensduur van de straalmotoren verkort werd. In 1990 had de luchtmacht 200 straalvliegtuigen, 40 helikopters en vier Il-14 transportvliegtuigen.